# 허련 (1924년)
허련(許練, 전남 순천)은 문화공보부 문화재관리국장을 지낸 대한민국의 공무원이다. 

## 경력
- 문화공보부 문화재관리국장
- 현충사관리소장
- 문화공보부 기획관리실장
- 전라남도지사

| 전임 하갑청 | 제5대 문화공보부 문화재관리국장 1969년 3월 1일 ~ 1972년 8월 15일 | 후임 김임용 |

| 전임 김재식 | 제17대 전라남도지사 1973년 9월 26일 ~ 1975년 11월 12일 | 후임 고건 |